# 徳久利明
徳久 利明（とくひさ としあき、1942年12月8日 - 1998年3月13日）は、高知県土佐清水市出身のプロ野球選手（投手）。

## 経歴
高知商では1959年、2年生の時に山崎武昭の控え投手として春夏連続で甲子園大会に出場したが、登板の機会は無かった。翌1960年はエースとして春季四国大会決勝に進み、宇和島東高を完封して優勝を飾る。同年夏は南四国大会の準決勝に進出するが、池田高に延長11回の熱戦の末に敗れ、甲子園には届かなかった。1961年に近鉄バファローに入団。担当スカウトは根本陸夫であった。
1升マスで一気飲みができ、当時監督の千葉茂からは「入団したとき、すでにいっぱしの大酒のみやったなぁ」と言われ、千葉に「節制すれば200勝投手になれた」とも言われ、徳久も恵まれた体格から別所二世とも言われた事もある。千葉は、「絶対に新人王を取らせたる」として来る日も来る日も徳久を先発として使い続け、1年目から58試合に登板する。なお、初勝利するまでの6連敗は高卒新人の1年目としてはNPBタイ記録。この年、徳久の所属するチームはNPB史上最多のシーズン103敗（36勝1分）で最下位に低迷し、その中で徳久もチーム最多の15勝を挙げるが、同時に24敗でチーム及びリーグ最多敗となっている。同年は規定投球回（リーグ8位、防御率3.26）に達し、監督の約束のとおり、球団初の新人王に選出された。徳久も8試合のサヨナラ負けを記録したが、そのうち5試合の本塁打によるサヨナラ負けはNPB記録となる。4月23日の対阪急ブレーブス戦ダブルヘッダーでは2試合続けてサヨナラ負けで徳久に敗戦投手が記録されており。リリーフでの12敗はそれまでのNPB記録を更新するものとなった（1966年に近鉄の山本重政が13敗で更新）。
翌年は右ひざや目の故障で不振に終わるが、1963年は自己最多の20勝、防御率2.93（リーグ10位）の好成績を挙げた。6月16日の対阪急戦では9回2死まで無安打に抑えていたが、岡本健一郎に二塁打を打たれノーヒットノーランを逃した。1963年から1965年にかけてはチームの勝ち頭となるが、体調不良や首脳陣との確執もあり、1968年に西鉄ライオンズに移籍し、1969年限りで引退。オーバースローからスライダー、カーブ、シュート、フォークボールを武器とした。
その後は大阪で少年野球チームを指導していた。1998年3月13日、肺がんのため鹿児島県内の病院で死去した。享年55。

## 詳細情報

### 年度別投手成績
| 年 度     | 球 団     | 登 板 | 先 発 | 完 投 | 完 封 | 無 四 球 | 勝 利 | 敗 戦 | セ 丨 ブ | ホ 丨 ル ド | 勝 率 | 打 者 | 投 球 回 | 被 安 打 | 被 本 塁 打 | 与 四 球 | 敬 遠 | 与 死 球 | 奪 三 振 | 暴 投 | ボ 丨 ク | 失 点 | 自 責 点 | 防 御 率 | W H I P |
| --------- | --------- | ----- | ----- | ----- | ----- | -------- | ----- | ----- | -------- | ----------- | ----- | ----- | -------- | -------- | ----------- | -------- | ----- | -------- | -------- | ----- | -------- | ----- | -------- | -------- | ------- |
| 1961      | 近鉄      | 58    | 16    | 4     | 1     | 1        | 15    | 24    | --       | --          | .385  | 873   | 209.1    | 205      | 18          | 57       | 5     | 4        | 170      | 3     | 0        | 93    | 76       | 3.26     | 1.25    |
| 1962      | 近鉄      | 18    | 7     | 1     | 0     | 0        | 1     | 3     | --       | --          | .250  | 192   | 46.2     | 52       | 4           | 11       | 0     | 0        | 33       | 1     | 0        | 26    | 24       | 4.60     | 1.35    |
| 1963      | 近鉄      | 66    | 33    | 10    | 4     | 2        | 20    | 15    | --       | --          | .571  | 1071  | 270.0    | 223      | 33          | 51       | 1     | 2        | 150      | 2     | 1        | 100   | 88       | 2.93     | 1.01    |
| 1964      | 近鉄      | 66    | 26    | 5     | 1     | 2        | 13    | 23    | --       | --          | .361  | 1059  | 252.1    | 273      | 22          | 52       | 5     | 2        | 96       | 0     | 2        | 119   | 96       | 3.43     | 1.29    |
| 1965      | 近鉄      | 43    | 24    | 10    | 2     | 0        | 10    | 16    | --       | --          | .385  | 848   | 207.0    | 175      | 21          | 61       | 0     | 2        | 85       | 0     | 1        | 85    | 68       | 2.96     | 1.14    |
| 1966      | 近鉄      | 28    | 16    | 0     | 0     | 0        | 7     | 9     | --       | --          | .438  | 459   | 105.1    | 100      | 5           | 50       | 2     | 4        | 42       | 2     | 1        | 43    | 40       | 3.43     | 1.42    |
| 1967      | 近鉄      | 10    | 4     | 0     | 0     | 0        | 1     | 0     | --       | --          | 1.000 | 99    | 20.2     | 25       | 2           | 15       | 0     | 0        | 10       | 0     | 0        | 12    | 10       | 4.29     | 1.94    |
| 1968      | 西鉄      | 8     | 1     | 0     | 0     | 0        | 0     | 0     | --       | --          | ----  | 68    | 16.0     | 12       | 1           | 9        | 0     | 0        | 11       | 0     | 0        | 7     | 7        | 3.94     | 1.31    |
| 通算：8年 | 通算：8年 | 297   | 127   | 30    | 8     | 5        | 67    | 90    | --       | --          | .427  | 4669  | 1127.1   | 1065     | 106         | 306      | 13    | 14       | 597      | 8     | 5        | 485   | 409      | 3.27     | 1.22    |

- 各年度の太字はリーグ最高

### 表彰
- 新人王 （1961年）

### 記録
初記録
- 初登板：1961年4月9日、対西鉄ライオンズ2回戦（小倉球場）
- 初勝利：1961年6月4日、対阪急ブレーブス11回戦（阪急西宮球場）

その他の記録
- 13打席連続三振 （1963年7月14日 - 1963年8月24日） ※パ・リーグ記録
- オールスターゲーム出場：2回 （1964年、1965年）

### 背番号
- 14 （1961年 - 1964年途中、1967年、1969年）
- 18 （1964年途中 - 1966年）
- 17 （1968年）